# Amina Helmi
Amina Helmi (Bahia Blanca, 6 oktober 1970) is een Argentijnse sterrenkundige.

## Loopbaan
Helmi promoveerde in 2000 onder begeleiding van Tim de Zeeuw en Simon D.M. White aan de Universiteit Leiden op het proefschrift The formation of the galactic halo. Voor dit werk ontving ze in 2004 een Christiaan Huygensprijs. Na postdocs in Argentinië en Duitsland kwam ze terug naar Nederland. Hier ging ze aan de slag aan het Sterrenkundig Instituut Utrecht als NOVA-fellow. Sinds 2003 is ze hoogleraar aan het Kapteyn Instituut van de Rijksuniversiteit Groningen.
In 2010 won Helmi de Pastoor Schmeitsprijs, gelijktijdig met Joop Schaye. Het onderzoek van Helmi lag aan de basis van het begrip Helmi-stroom.
Verder was Helmi van 2009 tot 2013 lid van De Jonge Akademie van de KNAW. In 2016 werd ze verkozen tot lid van de Koninklijke Hollandsche Maatschappij der Wetenschappen (KHMW), en in 2017 tot lid van de Koninklijke Nederlandse Akademie van Wetenschappen.
Haar onderzoek richt zich op de structuur, evolutie en de dynamica van sterrenstelsels, met nadruk op de Lokale Groep en het Melkwegstelsel. Ze maakte deel uit van het team onderzoekers dat voor het eerst de ruimtelijke verdeling van het interstellaire stof in kaart bracht (2014).
Onder leiding van Helmi bleek in 2018 uit onderzoek naar de beweging en samenstelling van individuele sterren dat de Melkweg haar vorm mede dankt aan de botsing met een groot ander sterrenstelsel.
In 2019 was Helmi een van de laureaten van de Spinozapremie.

## Onderscheiding
- Ridder in de Orde van de Nederlandse Leeuw (26 april 2021).[5]

- Gemeinsame Normdatei: 1178815714
- International Standard Name Identifier: 0000 0003 9145 689X
- Mathematics Genealogy Project: 118453
- NARCIS: PRS1294639
- Nederlandse Thesaurus van Auteursnamen: 19780571X
- Virtual International Authority File: 27911501
- WorldCat: E39PBJtrQBRdBYqhycdDQr8grq